# Шасьек
Шасье́к (фр. Chassiecq) — коммуна во Франции, находится в регионе Пуату — Шаранта. Департамент — Шаранта. Входит в состав кантона Шампань-Мутон. Округ коммуны — Конфолан.
Код INSEE коммуны — 16087.
Коммуна расположена приблизительно в 360 км к юго-западу от Парижа, в 70 км южнее Пуатье, в 38 км к северо-востоку от Ангулема.

## Население
Население коммуны на 2008 год составляло 168 человек.
| 1962 | 1968 | 1975 | 1982 | 1990 | 1999 | 2008 |
| ---- | ---- | ---- | ---- | ---- | ---- | ---- |
| 299  | 262  | 222  | 193  | 172  | 168  | 168  |

## Экономика
В 2007 году среди 100 человек в трудоспособном возрасте (15—64 лет) 51 были экономически активными, 49 — неактивными (показатель активности — 51,0 %, в 1999 году было 60,0 %). Из 51 активных работали 49 человек (31 мужчина и 18 женщин), безработных было 2 (0 мужчин и 2 женщины). Среди 49 неактивных 5 человек были учениками или студентами, 29 — пенсионерами, 15 были неактивными по другим причинам.

## Достопримечательности
- Саркофаг на месте разрушенной церкви (XV век). Высота — 45 см, длина = 177 см, ширина — 62 см. Исторический памятник с 2002 года[3]
- Крест на кладбище (XV век). Памятник культурного наследия[4]

## Фотогалерея

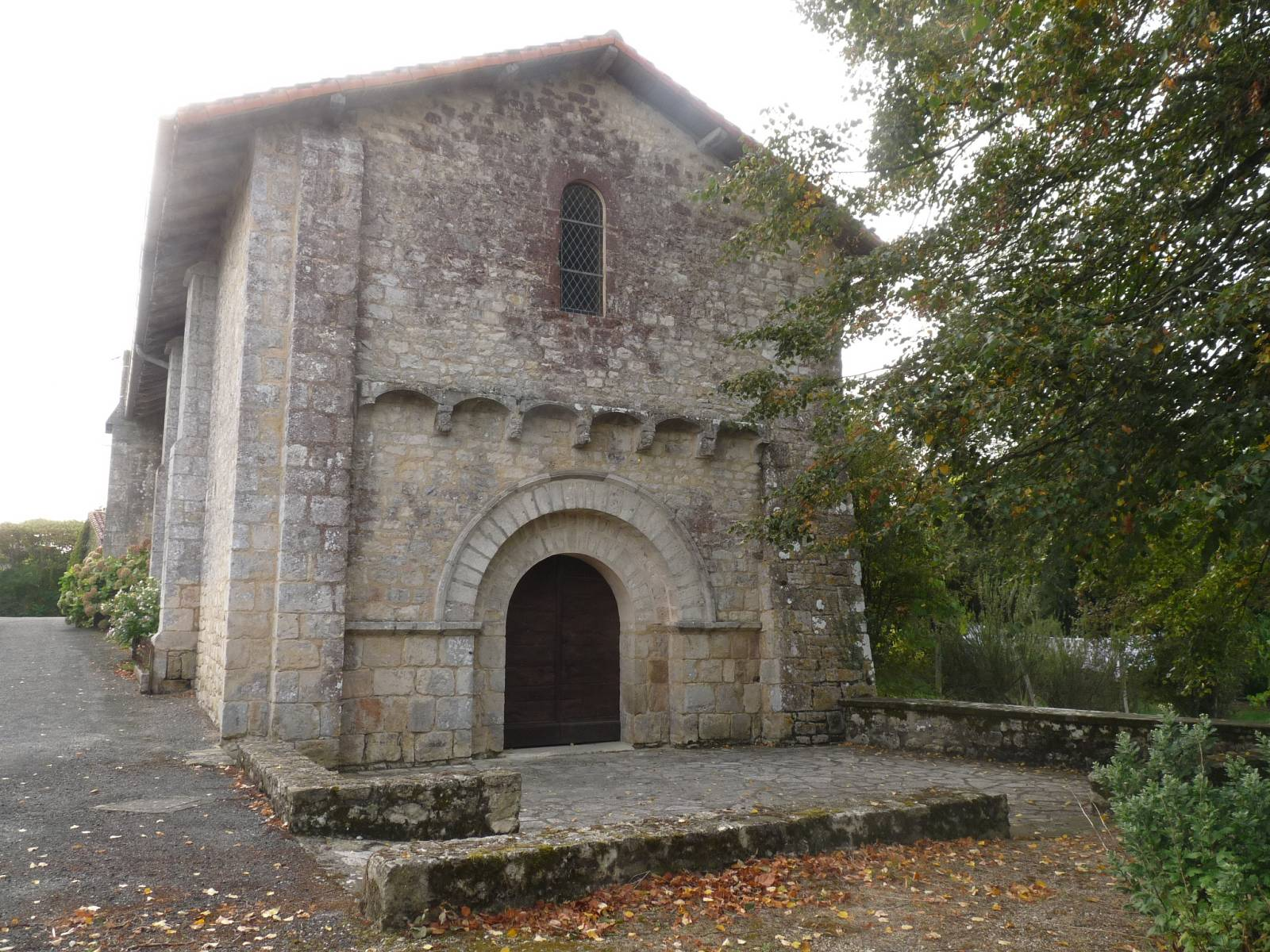
Церковь
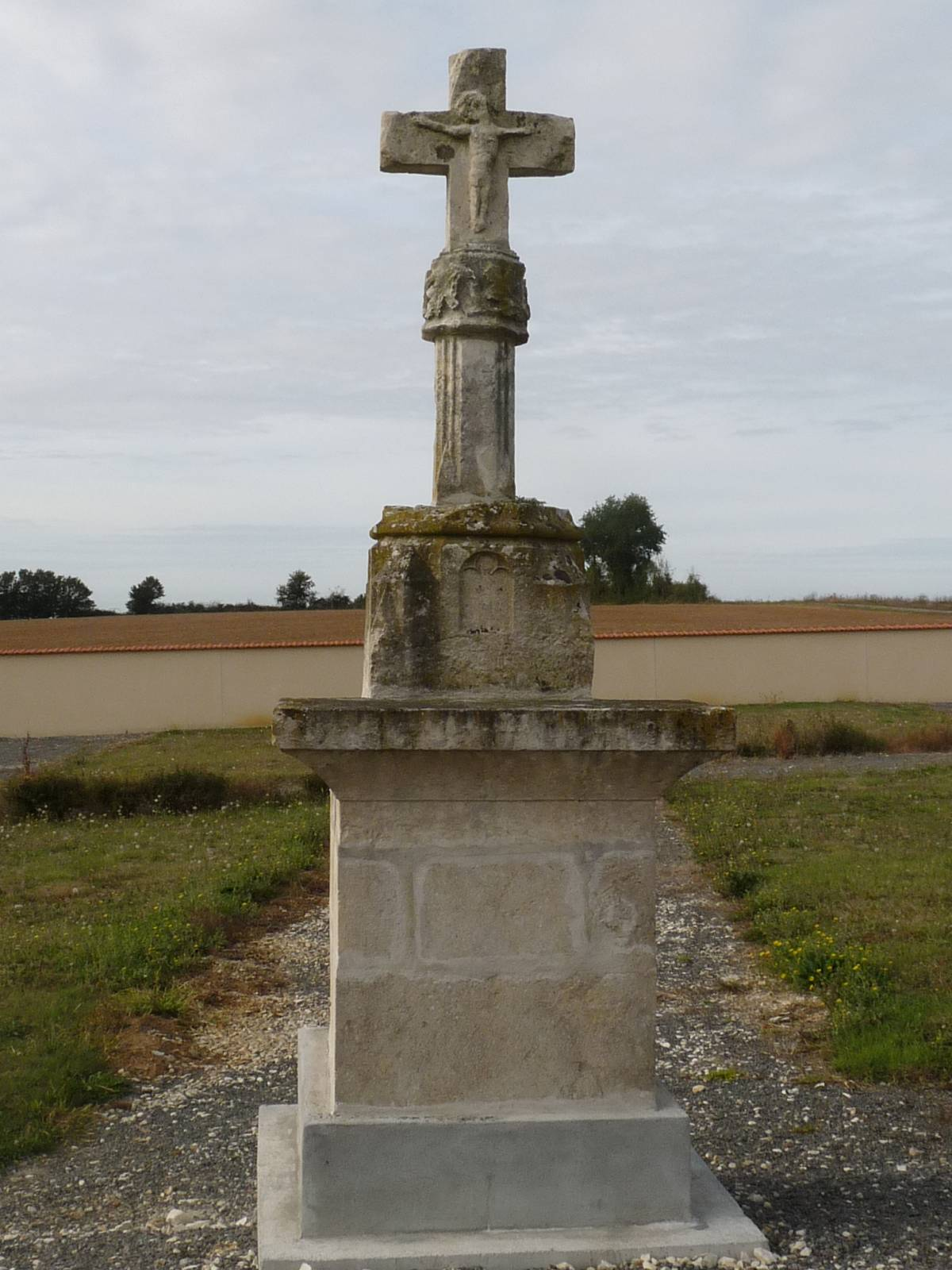
Крест на кладбище
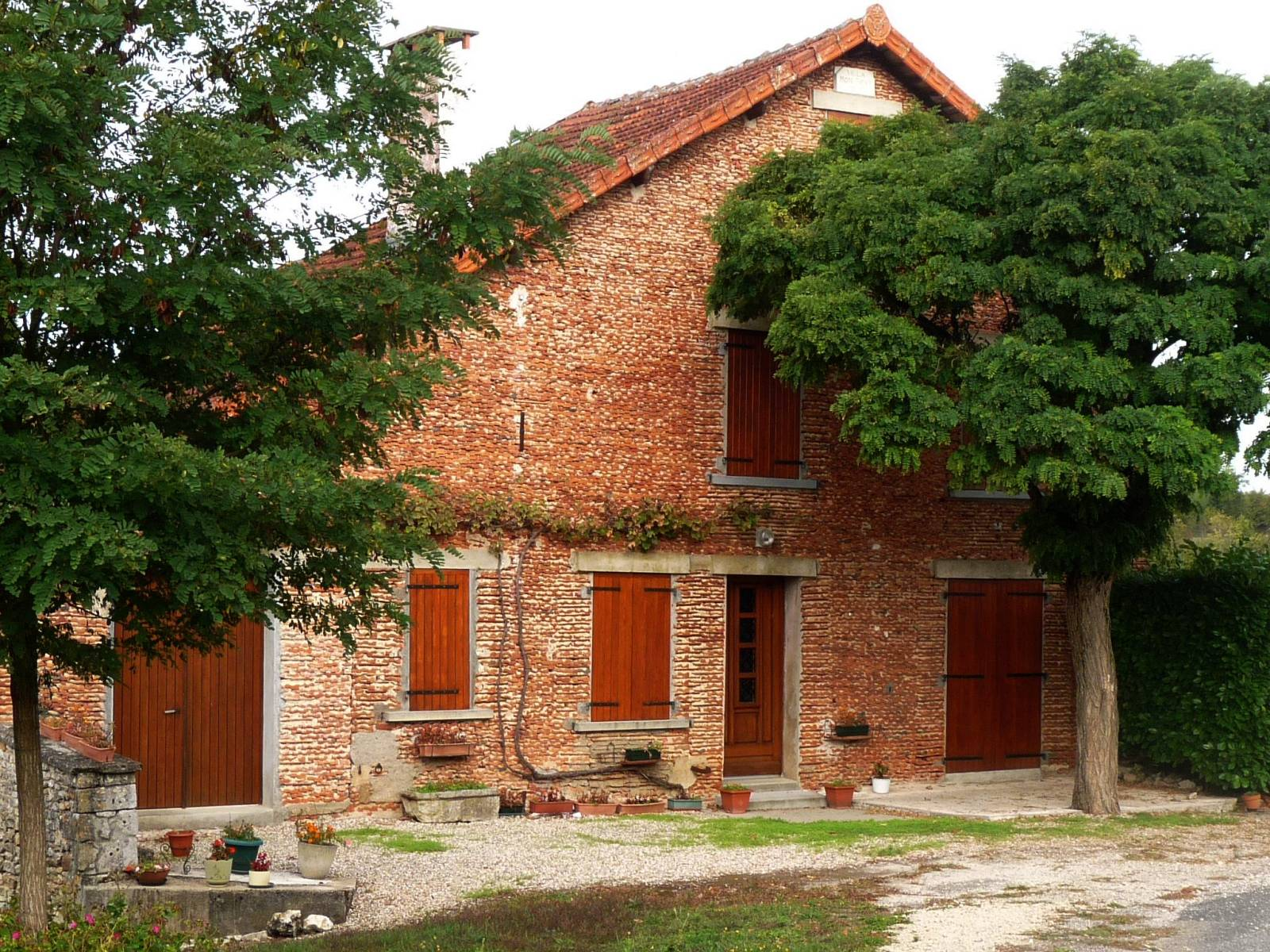
Дом